# Мерола, Давиде
Давиде Мерола (итал. Davide Merola; род. 27 марта 2000, Санта-Мария-Капуа-Ветере, Кампания) — итальянский футболист, нападающий клуба «Эмполи», выступающий на правах аренды за «Пескару».

## Клубная карьера
Давиде Мерола тренировался в футбольных академиях клубов  «Юве Саммаритана» и «Капуя», пока в 2014 году не стал игроком академии миланского клуба «Интернационале». 10 сентября 2017 года дебютировал за молодёжную команду «Интера» в матче против сверстников из «Удинезе», отметившись забитым мячом. В составе молодёжной команды «Интера» выиграл молодёжный суперкубок Италии, молодёжный чемпионат Италии и турнир Виареджо, в 2016 и 2017 году становился лучшим бомбардиром молодёжной команды.
14 марта 2019 года дебютировал в основном составе «Интера» в матче Лиги Европы УЕФА против франкфуртского «Айнтрахта», выйдя на замену Маттео Политано.

## Карьера в сборной
Мерола выступал за сборные Италии до 15, до 16, до 17, до 18 и до 19 лет.